# École supérieure de commerce de Saint-Étienne
Die École supérieure de commerce de Saint-Étienne (kurz ESC Saint-Étienne) war eine 1963 gegründete französische Wirtschaftshochschule mit Sitz in Saint-Étienne. Im September 2014 übernahm die EMLYON Business School die Einrichtung.

## Studiengänge
- Bachelor Management Commercial et International
- Bachelor en alternance
- Programme Grande École
- M.S. Management du Développement Durable & de la RSE
- M.S. Centre de Management des Achats
- M.S. Supply Chain Management